# Phigalia nevadaria
Phigalia nevadaria är en fjärilsart som beskrevs av George Duryea Hulst 1896. Phigalia nevadaria ingår i släktet Phigalia och familjen mätare. Inga underarter finns listade i Catalogue of Life.